# Three Stones for Jean Genet
Three Stones for Jean Genet ist ein deutscher dokumentarischer Kurzfilm unter der Regie von Frieder Schlaich aus dem Jahr 2014. Der Film feierte im Februar 2014 auf der Berlinale seine Weltpremiere in der Sektion Berlinale Shorts.

## Handlung
Die US-amerikanische Rocksängerin und Rockpoetin Patti Smith hat dem Autor Jean Genet ein Versprechen gegeben, das sie erst 30 Jahre später einlösen kann. Im April 2013 geht sie in Begleitung ihres Freundes, des Regisseurs Frieder Schlaich, zu Genets Grab in Larache in Marokko. Smith erzählt in dem Kurzfilm etwas, das bislang geheim war. Sie legt drei Steine auf das Grab, die sie vor 30 Jahren für Genet gesammelt hat, und die sie ihm im Tode vermachen will. Auf dem Friedhof treffen die beiden Freunde einen kleinen Jungen, der Zeuge des Zaubers der Erzählung wird und ihn weiterträgt. Die Fokussierung auf das Ereignis und die Beziehungen zwischen den Beteiligten machen den Film aus.

## Produktion

### Filmstab
Regie führte Frieder Schlaich, das Drehbuch stammt von Frieder Schlaich und Patti Smith. Die Kameraführung lag in den Händen von Frieder Schlaich, für den Filmschnitt war Kathrin Krottenthaler verantwortlich. Für den Ton war Jochen Jezussek zuständig.

### Produktion und Förderungen
Produziert wurde der Film von Karim Debbagh, Frieder Schlaich und Irene von Alberti. Produktionsfirma war Filmgalerie 451, die auch den Verleih und Vertrieb übernahm.

### Dreharbeiten und Veröffentlichung
Gedreht wurde im April 2013 in Larache, Marokko. Begrenzungen lagen im verfügbaren Material, zwei Rollen Schwarz-Weiß-Film, und der Aufnahmezeit, den wenigen Minuten vor einem Konzertauftritt. Gefilmt wurde mit einer Bolex-Kamera.
Der Film feierte im Februar 2014 auf der Berlinale seine Weltpremiere in der Sektion Berlinale Shorts.

## Rezeption
Die Deutsche Film- und Medienbewertung zeichnete Three Stones for Jean Genet mit dem Prädikat „besonders wertvoll“ aus.
Auf Moviepilot wurden für den Film 5,7 von 10 möglichen Punkten vergeben. Die IMDb-Bewertung lag bei 6,2 von 10.

## Auszeichnungen und Nominierungen
- 2014: Internationale Filmfestspiele Berlin: Nominierung für den Goldenen Bären für den Besten Kurzfilm
- 2014: Internationales Filmfestival von Stockholm
- 2025: Internationale Filmfestspiele Berlin